# Parla
Parla è un comune spagnolo di 122 028 abitanti (2010) situato nella comunità autonoma di Madrid.